# Історія міста Катеринослава (видання)
«История города Екатеринослава» (укр. Історія міста Катеринослава) — видання українського історика Дмитра Яворницького, що розповідає про заснування та історію Катеринослава (нині Дніпро), а також про відомих діячів Російської імперії, які сприяли заселенню і розвитку Півдня України.
Це остання книга Яворницького на історичну тематику. Написана в останні роки його життя, коли він зазнавав гонінь. Тому він був змушений її написати російською мовою. Але, незважаючи на це, вона не була видана за його життя. 
Вперше книга була надрукована у 1989 році у видавництві «Промінь» (Дніпро) (197 стор.). У 1996 році видавництво «Січ» з цього ж міста, випустило друге розширене видання (279 стор.). 
Написана у 1937 році, про що свідчить дата на останньому листі рукопису. Вона була написана під час підготовки до 150-річчя заснування міста. Книга стала першим твором, у якому історія міста подана найбільш повно. Вона написана як нарис в есеїстичному стилі, характерному для подібних видань кінця XIX – початку XX ст.. Наукову цінність нарису складають документи, знайдені Яворницьким в архівах Катеринославської казенної палати та Катеринославської духовної консисторії.